# NS 7400
De serie NS 7400 was een serie tenderlocomotieven van de Nederlandse Spoorwegen (NS) en diens voorganger Hollandsche IJzeren Spoorweg-Maatschappij (HSM).
Ter vervanging van oudere locomotieven bestelde de HSM in 1920 een viertal tenderlocomotieven 1101-1104 als basis voor een grotere vervolgserie.
Doordat echter door de samenwerking tussen de HSM en Maatschappij tot Exploitatie van Staatsspoorwegen (SS) als Nederlandse Spoorwegen en de keuze om voor toekomstige bestellingen de SS-locomotieven als basis te nemen, bleef deze serie beperkt tot de eerste vier exemplaren. Bij de samenvoeging van het materieelpark van de HSM en de SS in 1921 kregen de locomotieven van deze serie de NS-nummers 7401-7404. Alle locomotieven doorstonden de Tweede Wereldoorlog. In 1953 werden als eerste de 7401 en 7402 afgevoerd, in 1955 waren de 7403 en 7404 aan de beurt. Er is geen exemplaar bewaard.
| Fabrieksnummer | In dienst | HSM nummer | NS nummer | Uit dienst | Bijzonderheden |
| -------------- | --------- | ---------- | --------- | ---------- | -------------- |
| 459            | 1920      | 1101       | 7401      | 1953       |                |
| 460            | 1920      | 1102       | 7402      | 1953       |                |
| 461            | 1920      | 1103       | 7403      | 1955       |                |
| 462            | 1920      | 1104       | 7404      | 1955       |                |